# Partito Comunista dell'Azerbaigian (1993)
Il Partito Comunista dell'Azerbaigian (in azero Azərbaycan Kommunist Partiyası - AKP, Азəрбаjҹан Коммунист Партиjасы - АКП) è un partito politico fondato nel 1993 da Ramiz Ahmadov e registrato presso il Ministero della Giustizia nel 1994.

## Ideologia
Il Partito Comunista dell'Azerbaigian è fortemente legato al Partito Comunista della Federazione Russa e, pur non rinunciando al patriottismo, è favorevole a una riunificazione con la Russia. Ahmadov ha dichiarato: "Siamo narimanoviti, seguaci delle idee nazionali, culturali ed economiche di Nariman Narimanov". Nariman Narimanov era un leader di sinistra azero e nazionalista moderato, considerato un anticipatore del nazionalismo di sinistra.
Il Partito Comunista critica spesso la politica degli Stati Uniti d'America nella regione delle ex repubbliche sovietiche. Nel 2004, quando il Dipartimento di Stato statunitense dichiara che gli Stati Uniti non hanno intenzione di imporre sanzioni ai separatisti del Nagorno Karabakh (Artsakh), Ahmadov accusa apertamente gli Stati Uniti di supportare gli interessi armeni e di non essere interessati a risolvere il conflitto. Dichiara anche che le "grandi potenze" stanno sfruttando il conflitto nel Nagorno Karabakh per i propri interessi.
Il Partito ha criticato fortemente la partecipazione dell'Azerbaigian alla Guerra in Iraq e ha più volte espresso solidarietà al popolo palestinese, a Cuba e alla "Moldavia socialista".

Bandiera del partito, la stessa della Repubblica Socialista Sovietica Azera.

## Segretari
- 1. Ramiz Ahmadov - dal 6 marzo 1939 al 10 settembre 2007
- 2. Rauf Gurbanov - dal ? ad oggi

Ramiz Ahmadov, segretario storico del Partito, è morto il 10 settembre 2007, dopo una lunga malattia. Dal 2000 al 2005 Ahmadov è stato membro dell'Assemblea nazionale.
Il successivo segretario è Rauf Gurbanov, eletto dopo una lunga disputa con Rustam Shahsuvarov.

## Risultati elettorali
Alle elezioni parlamentari del 2000 il Partito Comunista è arrivato al 6,3% dei voti, ottenendo 2 seggi su 125.
Alle elezioni municipali del 2004 il Partito ha eletto 128 rappresentanti alla municipalità locali.
Alle elezioni parlamentari del 2005, quando Ahmadov non si è candidato a causa della malattia, il Partito non ha ottenuto seggi.
Per le elezioni presidenziali del 2008 il Partito Comunista ha appoggiato il Presidente uscente İlham Əliyev (Partito del Nuovo Azerbaigian), che è stato riconfermato.
Alle elezioni parlamentari del 2010 il Partito Comunista non ha ottenuto seggi.